# دلمار (آلاباما)
دلمار، آلاباما (به انگلیسی: Delmar) یک محدوده ثبت‌نشده در آلاباما است که در شهرستان وینستون واقع شده‌است.